# Worldometer
Worldometer (з англійської мови означає «світовий лічильник») раніше відомий як Worldometers — довідковий вебсайт, який містить лічильники та статистику в реальному часі за різними темами. Він належить і управляється інформаційною компанією Dadax, яка отримує дохід за допомогою інтернет-реклами. Сайт є частиною проекту статистики в реальному часі, і ним керує "міжнародна група розробників, дослідників та волонтерів". Worldometer доступний 34 мовами (лише головна сторінка) і охоплює такі теми, як населення світу, уряд, економіка, суспільство, ЗМІ, навколишнє середовище, їжа, вода, енергія та здоров'я.
У 2020 році вебсайт досяг більшої популярності завдяки статистиці хостингу, що стосується пандемії COVID-19.

## Історія
Вебсайт був заснований Андрієм Аліметовим, російським іммігрантом до США, у 2004 році. Він був відновлений 29 січня 2008 року. У 2011 році Американська бібліотечна асоціація визнала його одним з найкращих безкоштовних довідкових вебсайтів. 
Цей сайт змінив свою назву з "Worldometers" на "Worldometer" у січні 2020 року та оголосив, що перейде на особливе доменне ім'я. 

### Пандемія Covid-19
На початку 2020 року вебсайт набув популярності під час пандемії COVID-19. Він потрапив під кібератаку в березні 2020 року. Сайт був атакований DDoS-атакою, а потім був зламаний через кілька днів, в результаті чого неправильна інформація відображалася на його статистичній сторінці COVID-19 приблизно протягом 20 хвилин. Зламаний сайт продемонстрував різке зростання випадків COVID-19 у Ватикані, що викликало паніку серед деяких користувачів соціальних мереж. Іспанський уряд використовував свої дані, щоб стверджувати, що він провів більше тестів, ніж усі інші країни, крім чотирьох. Показники COVID-19 Worldometers також цитували Financial Times, The New York Times, The Washington Post, Fox News, CNN та Rede Globo.
Worldometer стикався з критикою через прозорість власності, відсутність посилань на джерела даних та ненадійність своїх статистичних даних та рейтингу COVID-19. Вебсайт повідомив, що 24 квітня 18 000 людей одужали від COVID-19 в Іспанії, тоді як іспанський уряд заявив про 3 105 одужень у той день.